# Kuno von Moltke
Kuno Augustus Friedrich Karl Detlev Graf von Moltke (ur. 13 grudnia 1847 w Neustrelitz, zm. 19 marca 1923 we Wrocławiu) – niemiecki generał porucznik, fligeladiutant cesarza Wilhelma II, komendant wojskowy Berlina.

## Życiorys
Pochodził z wirtemberskiej linii rodu Moltke. Jego ojciec Friedrich Karl Ludwig von Moltke (1798–1866) był nadwornym koniuszym wielkiego księstwa Mecklenburg-Strelitz. Kuno von Moltke od 1893 do 1902 był fligeladiutantem Wilhelma II, który radził się go zwłaszcza w kwestiach muzycznych (Moltke był utalentowany muzycznie, skomponował marsz kawaleryjski dla 1. regimentu lejbkirasjerów, Des Großen Kurfürsten Reitermarsch). W 1897 przez krótki czas był wojskowym attaché w Wiedniu. Od 1905 do 1907 był komendantem wojskowym miasta Berlin. W 1906 roku awansował na stopień generała porucznika (niem. Generalleutnant).
12 marca 1896 ożenił się z wdową Athalie (Lily) von Kruse-Neetzow, z domu von Hayden. 15 listopada 1899 roku we Wrocławiu para rozwiodła się.
W lutym 1907 roku stał się jedną z centralnych postaci skandalu obyczajowego, gdy na łamach czasopisma „Die Zukunft” Maximiliana Hardena zasugerowano, że Moltkego i Philipa Eulenburga łączy homoseksualny romans. Moltke najpierw wyzwał Hardena na pojedynek, a gdy ten odrzucił wytoczył Hardenowi cywilny proces o zniesławienie. Przeciwko Moltkemu zeznawali była żona Lili von Elbe, żołnierz o nazwisku Bollhardt i lekarz Magnus Hirschfeld. Ten ostatni, na podstawie zeznań byłej żony Moltkego orzekł, że ten prawdopodobnie jest homoseksualistą, nawet jeśli nie dowiedziono mu czynu sodomii. 29 października sąd uznał Moltkego za winnego z paragrafu 175 niemieckiego kodeksu karnego, a Hardena uniewinnił. Wyrok został jednak unieważniony ze względów proceduralnych, a Moltkemu zezwolono na wytoczenie procesu karnego o zniesławienie. Podczas kolejnego procesu okazało się, że Lili von Elbe leczy się na histerię, a Hirschfeld wycofał swoje poprzednie zeznania. Sąd uznał winę Hardena i skazał go na cztery miesiące pozbawienia wolności. W kwietniu następnego w kolejnym procesie Harden został ponownie skazany, zasądzono grzywnę 600 marek i pokrycie kosztów sądowych w wysokości 40000 marek.

## Odznaczenia
Odznaczenia gen. von Moltke to między innymi:
- Order Orła Czerwonego II klasy z liśćmi dębu
- Order Orła Czerwonego III klasy na wstędze z koroną
- Order Królewski Korony II klasy z gwiazdą
- Kawaler Orderu Hohenzollernów
- Krzyż Żelazny II klasy
- Komandor I klasy Orderu Lwa Zeryngeńskiego (Badenia)
- Komandor I klasy Orderu Zasługi Wojskowej (Bawaria)
- Oficer IV klasy Orderu Zasługi Wojskowej z mieczem (Bawaria)
- Wielki Komandor Orderu Korony Wendyjskiej (Meklemburgia)
- Krzyż Wielki Orderu Gryfa (Meklemburgia)
- Krzyż Wielki Orderu Domowego i Zasługi Księcia Piotra Fryderyka Ludwika (Oldenburg)
- Komandor II klasy Orderu Alberta (Saksonia)
- Komandor Orderu Sokoła Białego
- Order Domowy I klasy (Schaumnurg-Lippe)
- Krzyż Honorowy Orderu Korony Wirtemberskiej (Wirtembergia)
- Wielki Oficer Orderu Świętego Aleksandra (Bułgaria)
- Komandor I Stopnia Orderu Danebroga (Dania)
- Wielki Komandor Orderu Zbawiciela (Grecja)
- Komandor Orderu Świętych Maurycego i Łazarza (Włochy)
- Komandor Orderu Oranje-Nassau (Niderlandy)
- Kawaler Orderu Żelaznej Korony III klasy (Austro-Węgry)
- Komandor z gwiazdą Orderu Franciszka Józefa (Austro-Węgry)
- Order Świętej Anny II klasy z brylantami (Imperium Rosyjskie)
- Order Świętego Stanisława I klasy (Imperium Rosyjskie)
- Komandor I klasy Orderu Miecza (Szwecja)
- Komandor Orderu Korony (Syjam)
- Krzyż Wielki Orderu Izabeli Katolickiej (Hiszpania)
- Order Medżydów I klasy (Imperium Osmańskie)